# Quando quando quando
«Quando quando quando» («Когда, когда, когда») — итальянская песня, которую написали Альберто Теста (слова) и Тони Ренис (музыка).
Тони Ренис сам представил эту песню публике (в паре с Эмилио Периколи) в 1964 году на фестивале в Сан-Ремо. На жюри песня не произвела особого впечатления и заняла лишь четвертое место. Но публике она понравилась, и Рениса с Периколи теперь часто называют моральными победителями фестиваля того года. Их песня достигла 1-го места в хит-параде, публиковавшемся ежемесячным итальянским музыкальным журналом «Музыка и диски» (Musica e dischi).
Мелодия песни «Quando quando quando» стала одной из самых известных итальянских мелодий в мире и в этом смысле соперничает с мелодией песни «Volare». Песня исполнялась множеством музыкальных исполнителей на множестве языков.

## Композиция
Песня написана в ритме самбы.